# Џоел Еџертон
Џоел Еџертон (енгл. Joel Edgerton; Блектаун, 23. јун 1974) аустралијски је глумац и филмаџија. Глумио је младог Овена Ларса у филмовима Ратова звезда, Ратови звезда: Епизода II — Напад клонова (2002) и Ратови звезда: Епизода III — Освета сита (2005), као и у серији Оби-Ван Кеноби за Disney+. Такође је глумио у филмовима Краљ Артур (2004), Створ (2011), 00:30 — Тајна операција (2012), Велики Гетсби (2013), Црна миса (2015) и Краљ (2019).

## Детињство и младост
Еџертон је рођен у Блектауну, у Новом Јужном Велсу, у Аустралији. Син је Мајкла, адвоката и инвеститора, и Меријен (фон Дорт) Еџертон. Његова мајка је холандска имигранткиња, рођена у Хагу.

## Приватни живот
Еџертон је 2017. године започео везу са Кристином Сентенером, модним директором часописа Vogue Australia. Упознали су се крајем 1990-их. Њихови близанци су рођени у мају 2021.